# 傅氏拉土蛛
傅氏拉土蛛（学名：Latouchia fossoria）为螲蟷科拉土蛛属的动物。在中国大陆，分布于南京等地，生活习性为穴居。该物种的模式产地在南京。